# Callistopora agassizii
Callistopora agassizii är en mossdjursart som först beskrevs av Smitt 1873.  Callistopora agassizii ingår i släktet Callistopora och familjen Cribrilinidae.
Artens utbredningsområde är Mexikanska golfen. Inga underarter finns listade i Catalogue of Life.